# 1985 en Finlande
Chronologie de la Finlande
- 1981
- 1982
- 1983
- 1984
- 1985
- 1986
- 1987
- 1988
- 1989

Cette page concerne les évènements survenus en 1985 en Finlande :

## Évènement
- Protocole d'Helsinki de 1985 sur la réduction des émissions de soufre

## Sport
- Championnat de Finlande de football 1985
- Championnat de Finlande de hockey sur glace 1984-1985
- Championnat de Finlande de hockey sur glace 1985-1986
- Championnats d'Europe de gymnastique artistique féminine
- 27 décembre 1984-1er janvier : Organisation du championnat du monde junior de hockey sur glace à Helsinki.

## Culture

### Sortie de film
- Calamari Union
- Soldat inconnu
- La Victoire

## Création
- Basware
- City (magazine) (en)
- Musée de l'Archipel (en)

## Naissance
- Elina Autio (fi), artiste.
- Pilvi Hämäläinen (fi), actrice.
- Hella, musicienne.
- Otto-Pekka Jurvainen (fi), footballeur.

## Décès
- Helvi Järveläinen (fi), actrice.
- Kari Karnakoski (fi), danseur.
- Antero Pernaja (fi), architecte.
- Esko Rekomaa, joueur de hockey sur glace.
- Annamari Sarajas (fi), professeure.